# Bontekoerace
De Bontekoerace is een zeilwedstrijd voor charterschepen en traditionele vissersschepen, op het Markermeer bij Hoorn.
De race wordt eind oktober gehouden ter afsluiting van het zeilseizoen, dat voor charterschepen in april is begonnen met de z.g. Pieperrace bij Volendam. De race wordt reeds sinds 1992 georganiseerd en begint steeds op vrijdagavond, waarna op zaterdag en zondag gevaren wordt voor het klassement. Door de grote verscheidenheid aan deelnemers (klippers, tjalken, schouwen, botters en kwakken) geeft de race ook een mooi overzicht van Nederlands varend erfgoed. Gevaren wordt de Bontekoerace op de zogeheten Olympische baan. 

## Overige wedstrijden
Naast de Bontekoerace vinden elk jaar nog een aantal andere wedstrijden voor de Bruine Vloot plaats.   
- Klipperrace
- Pieperrace
- Beurtveer